# 赖纳·塞弗特
赖纳·塞弗特（德語：Rainer Seifert，1947年12月10日—），德国男子曲棍球运动员。他曾代表西德参加1972年和1976年夏季奥林匹克运动会曲棍球比赛，其中1972年奥运会获得一枚金牌。